# Petrocodon ferrugineus
Petrocodon ferrugineus är en tvåhjärtbladig växtart som beskrevs av Y.G. Wei. Petrocodon ferrugineus ingår i släktet Petrocodon och familjen Gesneriaceae. Inga underarter finns listade i Catalogue of Life.